# بخصوص بعض الناس (مسرحية)
بخصوص بعض الناس مسرحية كوميدية بدأ أول عرض لها في المسرح في 29 ديسمبر 2021، وبدأ عرضها على الشاشة في 9 سبتمبر 2022.

## قصة المسرحية
يتبادل مجموعة من الركاب على متن قطار معطل سلسلة من الأحاديث التي تعكس المشاكل والقضايا التي تواجه المجتمع السعودي.

## الممثلون
- ناصر القصبي
- ماجد مطرب فواز
- حبيب الحبيب
- ريماس منصور
- إلهام علي
- عبدالعزيز السكيرين
- سعيد صالح
- عبدالمجيد الرهيدي
- علي الشهابي[3]